# Нео (Матрица)
Нео (англ. Neo; полное имя — Томас А. Андерсон, Thomas A. Anderson) — главный герой серии фильмов «Матрица». Его также иногда называют «Избранным» (The One). Во всех фильмах его играет канадский киноактёр Киану Ривз.

## Нео и мир Матрицы
Нео — хакер, живёт в мире Матрицы, иллюзорной реальности, симулирующей конец XX века. Люди были подключены к Матрице, чтобы полностью контролироваться восставшими машинами, использующими людей для себя как источник энергии.
Те, кто подсоединены к Матрице, не понимают, что реальность вокруг них на самом деле нереальна. Однако «свободными» людьми, не подключёнными к Матрице, было организовано сопротивление, которое время от времени отключает определённых людей от Матрицы посредством сложной процедуры.
Среди них бытует легенда или пророчество о том, что существует человек, который сможет контролировать Матрицу, изменять её законы под себя. В мифе этого человека называют «Избранный». Он стал целью поиска, которым задался Морфеус, капитан одного из кораблей Зиона.
Нео становится этим избранным и освобождает человечество от рабства, закончив войну с машинами.
Слово «Нео» (англ. Neo) является анаграммой слова «One» (с англ. — «Избранный»), а с латинского и греческого переводится как «Новый».

## В сюжете серии «Матрица»

### «Матрица»
Днём Томас Андерсон — обычный программист, работающий в компьютерной фирме «Metacortex», а ночью — хакер по кличке Нео. Единственный вопрос, который мучит его последнее время, — «Что такое Матрица?» Однажды с ним связывается Морфеус, человек, который, по убеждению Нео, знает ответ на его вопрос. Именно в этот момент Нео попадает под наблюдение Матрицы, и за ним начинают охотиться Агенты — программы, разыскивающие Морфеуса. Агенты арестовывают Нео. Агент Смит пытается уговорить Нео рассказать об «опасном террористе» Морфеусе. Однако Нео отказывается. Тогда Агенты ставят на Томасе жучок и отпускают.
Когда Морфеус вновь связывается с Нео, то назначает ему встречу. Нео не встречает Морфеуса, а вместо этого знакомится с частью его команды. После неприятной процедуры извлечения жучка Нео наконец встречается с Морфеусом. Морфеус говорит, что не может сказать Нео, что такое Матрица, но может показать, и предлагает выбор: либо Нео глотает синюю таблетку и всё забывает как сон, либо глотает красную таблетку и получает возможность «узнать, насколько глубока кроличья нора». Нео делает выбор и приходит в себя в капсуле, подключённый кабелями к Матрице, где он провёл всю жизнь. Его отсоединяют от Матрицы, Морфеус забирает его на свой корабль «Навуходоносор» и рассказывает о Матрице и о реальном мире. Морфеус говорит, что он верит в то, что Нео — Избранный, и рассказывает о пророчестве.
Во время их возвращения команду Морфеуса предает Сайфер, и в ходе сражения с агентами Морфеус попадает к ним в плен. В это же время Сайфер возвращается на корабль, коварно истребляет практически всю команду, кроме Нео и Тринити, но погибает от рук очнувшегося Тенка. Тенк предлагает убить Морфеуса, чтобы тот не раскрыл агентам секретный код Зиона. Но Нео, вспомнив предсказание, решает спасти Морфеуса. Вместе с Тринити он проникает в здание, где держат Морфеуса, и с боем пробивается на крышу, где встречает агента Джонса. Нео необычным способом уворачивается от выстрелов Джонса и тем самым отвлекает его. Тринити удаётся подобраться к Джонсу и выстрелить ему в голову. На вертолёте Нео и Тринити подлетают к этажу, на котором держат Морфеуса. Из минигана Нео расстреливает агентов, дав возможность Морфеусу освободиться от цепей и запрыгнуть на вертолёт. Так Нео и Тринити удаётся спасти Морфеуса. Они добираются до телефона в метро. Морфеус и Тринити выходят из Матрицы, но Нео не успевает это сделать, так как агент Смит уничтожает телефон.

Нео понимает, что может управлять Матрицей, и останавливает пули

Нео вступает с ним в смертельный поединок. В конце Нео сбрасывает Смита под поезд и убегает. Но агенты следуют за ним. После непродолжительной погони Нео добирается до комнаты с телефоном, на пороге которой его встречает Смит и расстреливает героя в упор. Нео умирает. После этого показывается сцена в реальном мире, где Тринити говорит, что Пифия предсказала, что она полюбит Избранного, и, следовательно, Нео не может умереть. Далее происходит программная ошибка, и Нео оживает. Потрясённые Агенты открывают шквальный огонь, но больше не могут даже ранить Нео, так как он останавливает пули. Нео получает возможность видеть код Матрицы, после чего проникает в Смита и уничтожает его.
Нео оставляет для машин сообщение по телефону:
Я знаю, вы меня слышите. Я чувствую вас. Я знаю, вы боитесь… боитесь нас, боитесь перемен. Я не знаю будущего. Я не стану предсказывать, чем всё кончится. Я скажу лишь, с чего начнётся. Сейчас я повешу трубку и потом покажу людям то, что вы хотели скрыть. Я покажу им мир без вас. Мир без диктата и запретов. Мир без границ. Мир, где возможно всё. Что будет дальше, решать нам.
Он кладёт трубку и взмывает в небеса.

### «Матрица: Перезагрузка»
Нео наконец в полной мере понимает, как манипулировать Матрицей — он может летать, имеет невероятную силу и скорость, обладает телекинетическими и лечебными способностями; практически неуязвим. Он и Тринити становятся любовниками.
Нео, не понимая своей цели, ищет встречи с Пифией. Машины отправляют 250 тысяч Охотников, чтобы пробурить землю, дойти до Зиона и разрушить его. Все корабли возвращаются в Зион для его обороны. Нео до сих пор сложно воспринимать себя Избранным, люди Зиона преподносят ему дары, считая его Богом, и просят, чтобы он защитил находящихся в Матрице их сыновей и дочерей. Вскоре приходит послание от Пифии, в котором она назначает встречу. Вопреки приказам Морфеус с командой покидает Зион.
Нео встречает Пифию и пытается узнать у неё свою цель. Она даёт ему задание найти Мастера ключей, который может найти любую лазейку в системе Матрицы. Мастер ключей приведёт Нео к его цели — Источнику, сердцу Матрицы. Но Мастер ключей находится в заключении у старой программы — Меровингена. Сераф советует Оракулу немедленно уйти, появляется бывший Агент Смит. Нео понимает, что код Смита странным образом перестроился, и он теперь не Агент, а некое подобие вируса, который может создавать свои клоны из обычных людей и программ. Нео вступает в схватку с двумя сотнями клонов Смита, но не может победить их всех и улетает.
Морфеус, Тринити и Нео приходят к Меровингену, который отказывается отдавать им Мастера ключей. Но его жена, Персефона, готова сделать это ради поцелуя Нео (она хочет отомстить изменившему ей мужу). Нео исполняет её просьбу и встречается с Мастером ключей, который давно ждал Избранного. Появляется разъярённый Меровинген. Морфеус и Тринити убегают вместе с Мастером ключей, а Нео остаётся, чтобы сразиться с программами Меровингена. После победы Нео оказывается в особняке в горах за 500 миль от города. Он взлетает и летит по зову Морфеуса, просящего помощи. Нео спасает его и Мастера ключей от взрыва столкнувшихся грузовиков на автостраде.
Наконец, благодаря спланированной операции, Нео, Морфеус и Мастер ключей проникают в здание, где располагается Источник. Там они снова встречают Смита и его клонов. Мастер ключей перед гибелью успевает указать нужную дверь и отдать ключ от неё. Морфеус возвращается на корабль, а Нео входит в Источник.
Там он встречает Архитектора — создателя Матрицы. Нео узнаёт правду о фикции «пророчества». Он узнает, что он уже шестой «Избранный». Зион уничтожался машинами уже пять раз. Архитектор предлагает Нео выбор: либо тот избирает несколько людей и перезапускает Матрицу, либо спасает Тринити, которую убивает Агент. В последнем случае системный кризис с гибелью всех людей, подключённых к Матрице, и разрушение Зиона будут означать тотальное вымирание человеческого вида. Нео понимает, что «Избранный» — это тоже некое средство контроля. Он решает спасти Тринити.
На невероятной скорости он проносится по городу и успевает поймать Тринити, когда она падает из окна небоскрёба. Агент успел её смертельно ранить, но Нео, используя свою силу, возвращает её к жизни.
Нео и Тринити выходят из Матрицы. Неожиданно на «Навуходоносор» нападают роботы-часовые, один из них пускает самонаводящуюся бомбу, но Морфеус с командой успевают покинуть борт. Нео останавливается и произносит: «Что-то изменилось, я чувствую их». Когда часовые приближаются, Нео воздействует на них силой, которой он обладал лишь в Матрице. После этого он без чувств падает на землю. Его и остальных спасает другой корабль — «Хаммер», который также нашёл ещё одного выжившего: Бэйна, члена команды с другого корабля. Они рассказывают о провале атаки, кто-то выстрелил из электромагнитной пушки, обездвижив все корабли, прибывшие машины устроили резню. Но никто не знает, что мозгом Бэйна управляет проникший в реальный мир один из клонов Смита, целью которого является убийство Нео.

### «Матрица: Революция»

Нео перед последней схваткой со Смитом

Нео приходит в себя в странном месте, похожем на станцию метро. Он встречает семью, представители которой оказываются программами Матрицы, они рассказывают ему, что это место служит переходом между реальным миром и Матрицей и что эта станция является собственностью некого Проводника, который служит Меровингену. Нео пытается пройти на поезд в Матрицу, но Проводник отшвыривает его прочь. Нео оказывается запертым между двумя мирами. После безуспешной попытки поймать Проводника в метро, Морфеус, Тринити и Сераф являются к Меровингену, в обмен на Нео он предлагает им принести «глаза» Пифии (способность предвидеть будущее). Внезапно Тринити завладевает оружием предлагает ему другую сделку — или он возвращает Нео, или они все погибают. Меровингену приходится согласиться на первый вариант.
Нео понимает, что Пифия была права: Избранный должен прийти к Источнику, чтобы остановить войну. Но Архитектор изменял Пророчество, уговаривая предшественников Нео пойти по пути перезагрузки Матрицы и уничтожения Зиона. Нео в последний раз приходит к Пифии и узнаёт, что он должен думать не о машинах, а о Смите, который, размножившись, может привести к уничтожению как самой Матрицы, так и разрушению Города Машин, что в свою очередь повлечёт гибель всех людей, подключенных к Матрице. Нео предстоит добраться в сверхзащищённый Город Машин и какам-то образом предложить свою помощь в борьбе с вышедшим из-под контроля Смитом.
Нео и Тринити берут корабль Ниобе «Логос» и отправляются в Город Машин, несмотря на недоумение остальных членов экипажа. Неожиданно на них нападает заранее спрятавшийся Бэйн, в тело которого уже вселился Смит. В ходе жестокой схватки он ослепляет Нео (который с этого времени начинает видеть Смита в виде матричного кода), однако всё же погибает от его руки. Нео, используя свою силу, пробивается к Городу Машин, но корабль получает повреждения и падает рядом с Источником. Тринити получает серьёзные ранения и умирает.
Нео встречается с Главным Компьютером и предлагает остановить Смита в обмен на мир между людьми и Машинами. Предложение принимается. Нео вступает в схватку со Смитом. Сражение кажется бесконечным, так как противники равны по силам. Разрушительная битва проходит на земле и в воздухе. Наконец Смит с невероятной силой бросает Нео на землю, от чего возникает огромный кратер. Но Нео непобедим, они продолжают бессмысленный бой. Нео понимает, что не сможет победить с помощью силы, и позволяет Смиту превратить себя в его очередного клона.
Смит торжествует, ещё не осознавая, что совершил роковую ошибку. Матрица стремится к поддержанию баланса в уравнении путём создания новых или исключения старых переменных. Проявив, в своё время, сверхъестественные способности в матрице, Нео стал для неё аномалией. Система уравновесила себя путём создания нового Смита, который получил возможность копировать свой код. Уничтожив Нео, Смит подписал себе смертный приговор, поскольку этим он уничтожил и причину своего возрождения. Через тело Нео Главному Компьютеру удаётся удалить Смита из Матрицы. Его оболочка начинает трескаться и взрываться, со всеми воплощениями Смита по всей Матрице происходит то же самое. Смит и его клоны исчезают во вспышке яркого света.
В реальном мире Нео пожертвовал собой, чтобы спасти Зион и город машин от уничтожения программой Смит. Атака на Зион прекращается после схватки с Смитом в матрице, а безжизненное тело Нео увозят Машины. Архитектор уверяет Пифию, что теперь любой человек в Матрице может по своему желанию отсоединиться от неё. К людям приходит мир.
В конце фильма Матрица перезагружается. Сати, молодая программа, встречается с Пифией и создает красочный восход в честь Нео. Сати спрашивает у Оракула, увидит ли она снова Нео, на что та отвечает: «Я думаю, что да. Однажды».

### «Матрица: Воскрешение»
После событий битвы за Зион, тела Нео и Тринити остались в городе машин, машины их оживили и воскресили. Воскрешённый Нео снова был подключён машинами к Матрице. Он ничего не помнит о предыдущих событиях, но периодически видит во сне флэшбеки о прошлой жизни. Он ходит на приёмы к психотерапевту, который прописывает ему некие «синие таблетки», заставляющие воспринимать Матрицу как реальность. Однажды Нео снова встречает Тринити, но поначалу не узнаёт её. Это даёт толчок повторению ряда былых событий и началу совершенно новых…

## Силы и способности
Разум Нео нестандартен: в Матрице он способен подстраивать симуляционную программу под себя, этим и объясняется его экстраординарные способности, вроде телекинеза, который позволяет Нео перемещать объекты. Нео может летать на сверхвысоких скоростях и прыгать на огромные дистанции. В сюжете «Перезагрузки» он пролетает от особняка Меровингена до автострады — около 500 миль за 15 минут, что означает, что он летает со скоростью, в три раза превышающей скорость звука. Кроме того, Нео обладает сверхчеловеческой силой и ловкостью, может выдерживать удары, которые не в состоянии перенести обычный человек. Он также умеет уклоняться от пуль, подобно Агентам, или же останавливать их. Нео владеет всеми известными техниками ведения боя, постоянно комбинируя их во время схватки, и может в чрезвычайных случаях возвращать людей к жизни в Матрице.
В реальном мире Нео может чувствовать Машины и, даже потеряв зрение, видеть их как и программы в Матрице, в определённый момент становится ясно, что в особенных случаях Нео способен силой мысли выводить Машины из строя. Однажды во сне увидел гибель своей возлюбленной, позже Пифия объяснила ему: «Ты видишь мир без времени», — то есть Нео способен предвидеть будущее.

## Личные данные
Во время допроса в первом фильме агент Смит открывает папку с делом Нео, где указываются следующие данные:
- Имя: Томас А. Андерсон.
- Дата рождения: 13 сентября 1971 года.
- Место рождения: Кэпитал Сити, США
- Родители: Джон Андерсон и Мишель Андерсон (в девичестве Макгэй) (Мишель Макгэй — один из художников фильма).
- Дата окончания срока действия паспорта: 11 сентября 2001 года.
- Окончил Центральную школу и Высшую школу Оуэна Патерсона (имя художника-постановщика фильма).

## Аниматрица
Нео является персонажем эпизода «История одного ребёнка» аниме «Аниматрица».
Главный герой эпизода Майкл Карл Поппер приходит в себя в окружении Нео и Тринити. Парень шепчет, что знал — его спасут, однако в ответ слышит, что он спас себя сам. Эпизод заканчивается ответом на его вопрос в чате — «ты не один».
В фильме «Матрица: Перезагрузка», юноша встречает (очевидно из разговора героев, не в первый раз) Нео по возвращении в город. Парень благодарит его за спасение, но Нео утверждает, что он сам себя спас.
Нео озвучили Киану Ривз и Хирата Хироаки.

## Судьба Нео
В конце фильма «Матрица: Революция» Пифия сидит на скамейке в парке, где есть надпись «Памяти Томаса Андерсона».
В MMORPG The Matrix Online, событиях, которые происходят после «Матрицы: Революции», появляется Остаточное Самоизображение Нео в виде ложного Агента, созданного Изгнанником, и названного Сильвером.
Позже (в истории Matrix Online) Морфеус говорит Пифии, что Машины не вернули тело Нео в Зион, но также и не переработали его (в первом фильме упоминается, что Машины перерабатывали тела мёртвых в жидкость для кормления детей людей). Кроме этого упоминается газета, в которой рассказывается о женщине, проснувшейся из комы и покинувшей госпиталь, минуя всех охранников. Её имя Сара Эдмонтонс (англ. Sarah Edmontons), которое является анаграммой Томаса Андерсона (англ.  Thomas Anderson). Валрус, продюсер игры, не давал никаких комментариев по этому поводу, но сказал, что Эдмонтонс будет играть роль в последующих событиях.

## История создания персонажа

### Кастинг
Первоначально на роль Нео претендовали Джет Ли, Леонардо ДиКаприо, Уилл Смит, Джонни Депп, Юэн Макгрегор, Мэтт Деймон, Тоби Магуайр, Кристиан Бейл и Бен Аффлек.

## Прочие факты
- Занимает 68-е место в списке 100 лучших киноперсонажей, составленном журналом Empire[6].
- Голосом Нео в игре The Matrix: Path of Neo является Эндрю Бауэн[англ.]
- В The Matrix Awakens, озвучивает Нео и подарил захват движений уже сам Киану Ривз.
- Имя персонажа это возможно отсылка к фильму 1986 года «Холокост роботов» Robot Holocaust (англ.) на сайте Internet Movie Database, там главного героя тоже звали Нео и речь тоже шла о сражении людей с машинами.